# Alaskan Husky
 (février 2015).
 (janvier 2016).
Si vous disposez d'ouvrages ou d'articles de référence ou si vous connaissez des sites web de qualité traitant du thème abordé ici, merci de compléter l'article en donnant les références utiles à sa vérifiabilité et en les liant à la section « Notes et références ».
L'Alaskan husky ou simplement l'Alaskan désigne un type de chien croisé qui n'est pas défini par une standardisation sous forme de race, mais par sa fonction, qui est d'être un chien d'attelage efficace en milieu nordique. Le croisement est ainsi délibéré et l'ascendance précise du chien est généralement connue, notamment en compétition. Son nom vient de l'État américain d'Alaska où des chiens de type husky (husky sibérien, husky de Sakhaline, husky croisés) ont été croisés avec des chiens locaux, des american indian dogs, puis d'autres chiens européens (grandes races de lévriers, pointer anglais, setter anglais, braques et chiens courants croisés) aptes à la course dans le but unique d'en améliorer les performances.
L'Alaskan husky est le chien le plus fréquent dans les compétitions de chiens d'attelage au niveau mondial. Aucun chien de race ne rivalise avec ces chiens au niveau de la vitesse. Les courses de vitesse comme le championnat de Fairbanks (Alaska) ou celui d'Anchorage (Alaska) sont toujours gagnées par des équipes d'Alaskan huskies. Leur vitesse moyenne peut aller jusqu'à 31 km/h sur trois jours, ou 32 à 48 km/h sur un jour. Des spécialités existent, comme les Alaskan huskies de « charge », les Alaskan huskies de sprint, et les Alaskan huskies de distance.
Dans une vision d'amélioration continue, l'Alaskan husky n'a pas vocation à être un type de chien reproduit dans un échantillon fermé (logique de race et de standard) mais à recevoir tout apport qui conduirait à renforcer sa performance de chien de traineau nordique. Le seul critère informel qui distingue l'Alaskan husky des autres croisements de chiens courants d'attelage est son adaptation aux conditions climatiques nordiques. L'Alaskan husky est donc censé posséder une certaine proportion de chien nordique ou de chiens capables de supporter des conditions de froid extrême.

## Description

### Apparence

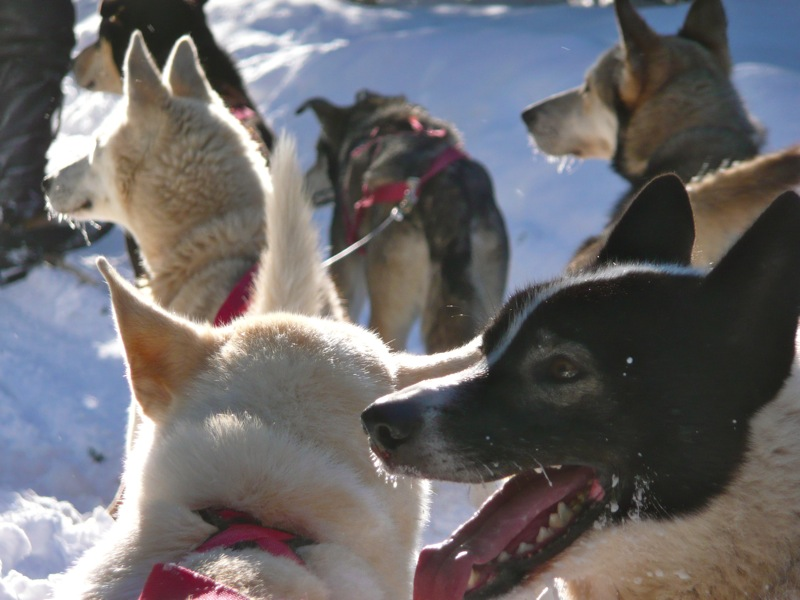
Meute d'Alaskans au Québec

L'Alaskan husky est avant tout un chien utilitaire croisé volontairement dans lequel la base de type husky (husky sibérien, husky de Sakhaline, husky croisés) prédomine. D'autres races entrent dans le croisement mais elle doivent avoir pour unique but d'améliorer la performance de l'Alaskan comme chien de traineau adapté aux conditions nordiques. Le profil du chien dépend également de la position qu'il sera amené à occuper dans l'attelage. Les différentes race de grands lévriers (Irish wolfhound, deerhound, lévrier greyhound, lévrier hongrois, barzoï ou galgo) interviennent pour leur vitesse de pointe élevée. Les chiens courants de type braque comme le Foxhound américain, Foxhound anglais ou les Anglo-français, interviennent pour leur endurance. Pour la résistance au froid, interviennent également ou le chien-loup tchécoslovaque, le chien-loup de Saarloos, voire des loups sauvages. Ces multiples croisements expliquent les différences d'apparence entre Alaskan huskies.
Les Alaskans présentent une importante variabilité en poids et en taille. Les mâles pèsent entre 18 et 40 kg pour une hauteur au garrot comprise entre 55 et 76 cm. Les femelles quant à elles pèsent entre 16 et 35 kg pour une hauteur au garrot comprise entre 53 et 70 cm. Leur forme se rapproche de celles du husky sibérien ou du husky de Sakhaline (qui font partie de leurs ancêtres) mais ils sont généralement plus grands. La couleur n'ayant aucune importance pour les mushers, on peut rencontrer des Alaskan huskies de toutes les couleurs et présentant tous types de robes. Les yeux peuvent également prendre n'importe quelle couleur, mais ils sont souvent bleu clair ou vairons. Les poils sont courts ou mi-longs, jamais longs, pour améliorer la dissipation de chaleur pendant la course. La fourrure est généralement moins dense que chez les chiens de pure race nordique.

### Caractéristiques comportementales
Ces chiens d'attelage sont élevés principalement pour leur force, leur agilité et leur endurance, mais une bonne aptitude à travailler est également essentielle. De plus, les chiens destinés à être en contact avec du public lors des courses ou des excursions ne doivent pas être agressifs envers les humains. Pour cette raison, l'Alaskan husky est également populaire comme chien de compagnie en Alaska. Les chiens devenus trop vieux pour la compétition font d'excellents animaux de compagnie si les maîtres leur font faire de l'exercice régulièrement. Les anciens coureurs sont alertes et bien dressés, et moins remuants que les jeunes. Les jeunes Alaskan huskies font également de bons chiens de compagnie s'ils ont suffisamment d'espace pour courir, mais leur grand besoin d'exercice les rend peu pratiques pour les citadins.
Selon leur degré de proximité avec le Husky sibérien, s'ils sont à plusieurs, les Alaskans peuvent avoir tendance à aboyer entre eux ou à interpeller les chiens du voisinage ce qui peut poser problème dans des lotissements. Ils peuvent toutefois être dressés à ne pas aboyer. Ils peuvent également avoir tendance à creuser des trous sous les portails pour aller chasser. Les Alaskans avec un fort degré de Husky sibérien ne font généralement pas de bons chiens d'intérieur. Ils perdent beaucoup de poils au printemps et à l'automne, sont très actifs et pourraient avoir tendance à tourner en rond dans la maison s'ils sont enfermés. Certains chiens, laissés seuls au même endroit pendant une longue période, peuvent se mettre à tout casser par ennui. De par leur croisement entre Husky, lévrier et chiens de chasse, ils ont généralement l'instinct de chasser les petits et gros animaux. S'ils sont attachés à leur traîneau et que celui-ci ne part pas tout de suite, ils peuvent s'exciter et finir par grignoter leurs attaches.
En Alaska et dans les autres régions du grand Nord, les Alaskans sont parfois tués par des élans pendant l'hiver. De temps en temps, les élans à la recherche d'une nourriture qui se raréfie entrent dans les zones habitées, attirés par l'odeur de la paille fraîche utilisée comme litière pour les chiens. Les Alaskans n'évitent généralement pas le combat, qui peut se terminer par de graves blessures pour les chiens s'ils sont piétinés par les élans. Mais la plupart des rencontres entre élans et huskies ont lieu quand un attelage croise la route d'un élan. L'élan évite généralement le combat dans ce cas, mais en cas de neige épaisse, s'il est difficile de s'échapper, l'élan peut confondre l'attelage avec une meute de loups, et faire des dégâts en l'attaquant. Les Alaskans peuvent parfois être attaqués par les loups, mais ce cas est rare. Les mushers entourent leurs chenils de barrières hautes pour éviter les attaques d'animaux sauvages, ainsi que de barrières basses pour éviter l'arrivée de rongeurs malades qui pourraient contaminer les chiens s'ils les mangent.

## Santé

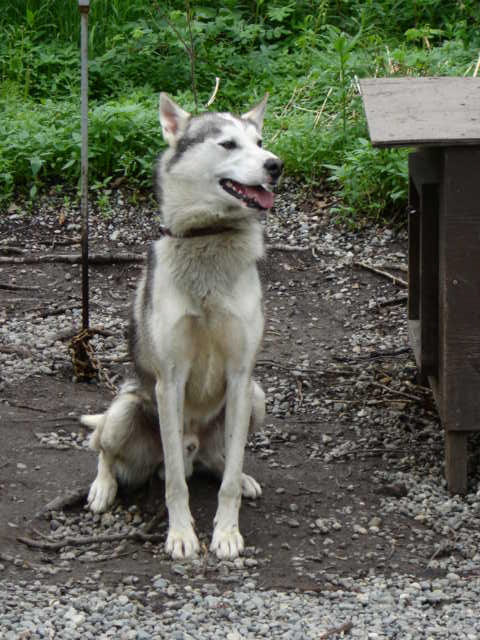
Alaskan husky à Wasilla, Alaska.

L'Alaskan husky est généralement un chien sans problèmes de santé. Certains sont cependant sujets à des maladies héréditaires similaires à celles qu'on retrouve chez les chiens de pure race nordique, comme l'atrophie progressive de la rétine, l'hypothyroïdie etc. Certains chiens ont des problèmes d'œsophage, qui les empêchent d'aboyer, ils ne peuvent produire qu'un faible bruit d'aboiement. Cette malformation est héréditaire et assez rare. L'espérance de vie d'un Alaskan husky se situe entre 10 et 15 ans.

## Histoire
L'Alaskan husky est issue d'un croisement de différentes races avec le husky sibérien. Son histoire, comme celle de beaucoup de chiens d'attelage, remonte aux ruées vers l'or de la fin du XIXe siècle. Les mineurs de cette époque utilisaient des traîneaux tirés par de gros chiens comme les Saint-bernard ou des croisements de Saint-bernard. L'arrivée en Alaska de chiens originaires de Sibérie comme le husky changea les habitudes, et les attelages se composèrent plutôt de ce type de chiens, plus petits et plus rapides. L'apparition des transports motorisés au cours du XXe siècle rendit les chiens d'attelage moins utiles, et donc moins nombreux. Mais les chiens de traîneau d'Alaska firent leur retour dans les années 1970, en particulier grâce à George Attla, un Alaskain du village de Huslia. Beaucoup de grands chiens de course descendent de ses chiens.

### Histoire récente
On a tenté plusieurs fois d'organiser l'élevage des Alaskan huskies et d'établir un registre de ces chiens, mais ces tentatives n'ont jamais reçu de grand soutien de la part des professionnels les utilisant bien que les élevages d'Alaskan soient nombreux et souvent de grande capacité, parfois de plus d'une centaine de chiens par élevage. Les Alaskan forment ainsi la plus grande population de chiens délibérément sélectionnée mais non standardisée. Leur population totale est importante et représente la majorité des chiens de traineau en activité. Le type Alaskan demeure donc une « variété » de chien non protégée, ce qui a conduit à certains abus dans le commerce canin. Certains chiens croisés husky ou de type husky sont parfois commercialisés sous l'appellation Alaskan husky bien qu'ils n'aient été ni croisés avec des chiens courants, ni avec des lévriers et qu'ils n'aient aucune vocation de chien de traineau.
L'Alaskan husky, un peu comme le border collie, est un chien de travail et se définit donc surtout par sa capacité de travail. Les inconditionnels de l'Alaskan craignent une standardisation et une éventuelle définition de l'Alaskan husky par son apparence, ce qui rendrait l'aspect extérieur plus important que l'efficacité et ferait perdre à la race sa performance. L'aspect fermé des standards de race empêche également d'introduire des individus non conformes à ces standards même si ces derniers pourraient améliorer les performances de l'Alaskan.